# HR 8799 c
HR 8799 c è un pianeta extrasolare che orbita attorno alla stella bianca di sequenza principale HR 8799, situata nella costellazione di Pegaso a 129 anni luce dal sistema solare. È il secondo pianeta del sistema in ordine di distanza dalla stella.

## Caratteristiche

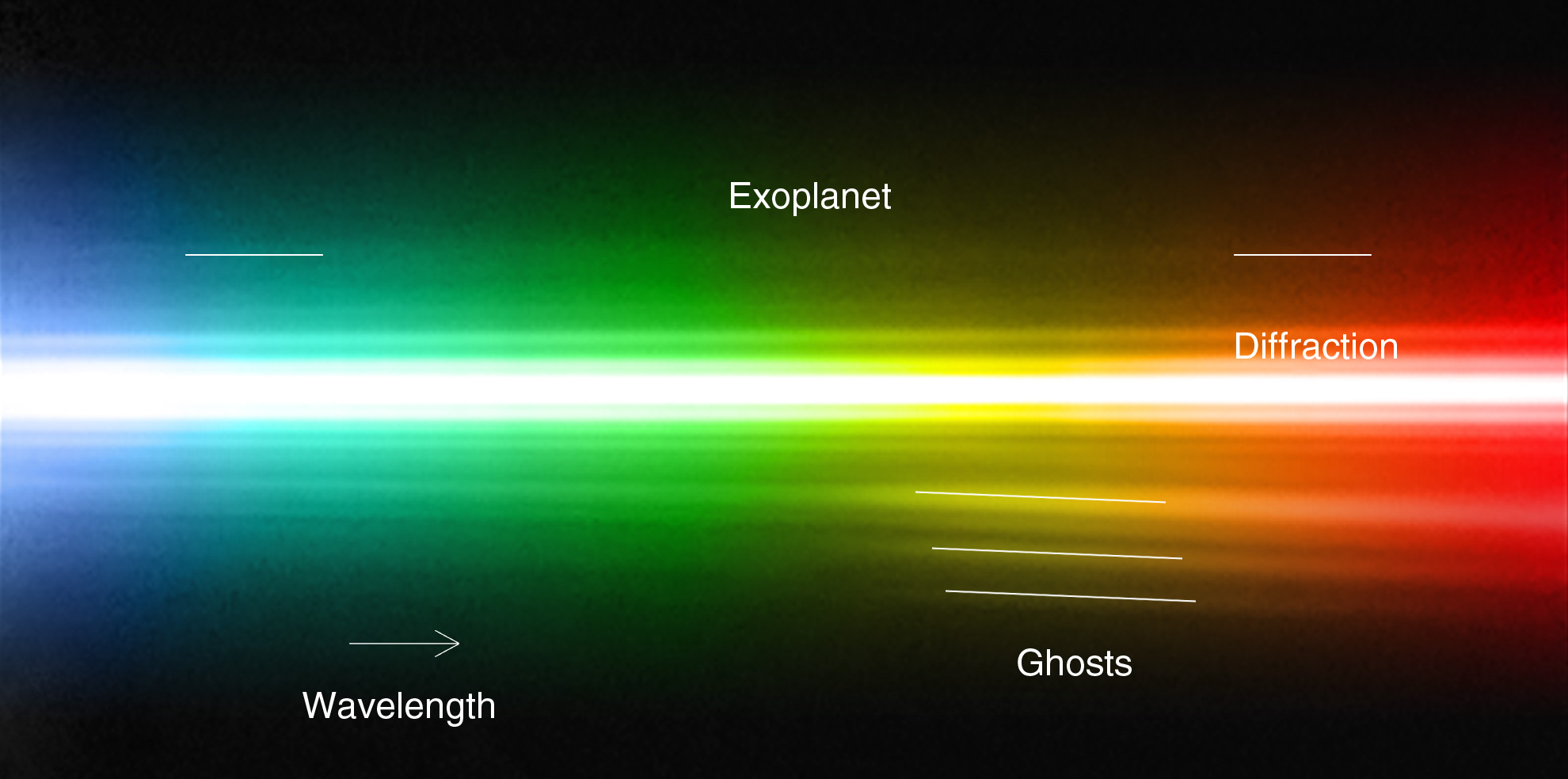
Lo spettro di HR 8799 filtrato dall'atmosfera del pianeta; l'immagine è stata ottenuta mediante le ottiche adattive NACO montate sul Very Large Telescope.

La massa del pianeta è compresa tra le 7 e le 13 volte quella di Giove, con un raggio dal 20 al 30% superiore rispetto a quello del gigante del sistema solare. Il pianeta orbita ad una distanza media dalla stella madre di circa 38 UA, con un'eccentricità orbitale ancora sconosciuta ed un periodo stimato in 198 anni.
Assieme agli altri due pianeti del sistema, b e d, HR 8799 c è stato scoperto il 13 novembre 2008 tramite i telescopi Keck e Gemini Nord, nelle Hawaii, che hanno consentito l'osservazione diretta dei corpi celesti.
Nel gennaio 2010 HR 8799 c è divenuto il primo esopianeta del quale è stata direttamente osservata una porzione dello spettro, dimostrando che la possibilità di studiare direttamente lo spettro di un esopianeta era concreta.
L'utilizzo combinato di tecniche di spettroscopia ad alta risoluzione e dell'ottica adattiva hanno consentito di confermare l'esistenza di acqua nell'atmosfera del pianeta ed escluderne la presenza di metano. In uno studio pubblicato a novembre 2018, i ricercatori dell'osservatorio WM Keck di Maunakea hanno usato lo strumento NIRSPEC (near-infrared cryogenic echelle spectrograph) montato sul telescopio Keck II combinato con l'ottica adattiva del telescopio studiando per la prima volta con questa tecnica la banda L in visualizzazione diretta. La banda L è un tipo di luce infrarossa con una lunghezza d'onda di circa 3,5 micrometri e una regione dello spettro nella quale si evidenziano molte impronte chimiche. L'ottica adattiva ha reso la banda L più accessibile per lo studio del pianeta HR 8799 c con misurazioni più precise delle componenti atmosferiche del pianeta.